# Henrik Deichmann
Henrik Deichmann (* 25. Januar 1871 in Faaborg; † 14. Januar 1939 in Kjellerup) war ein dänischer Arzt und Zoologe.

## Leben
Henrik Deichmann war der Sohn des Schulleiters Laurits Bartholomæus Deichmann und seiner Frau Julie Elisabeth Holm. Er schloss 1890 die Schule in Kopenhagen ab. Im Jahr darauf war er Mitglied von Carl Ryders Ostgrönland-Expedition von 1891/92. Er leistete dabei einen wichtigen Beitrag zur Erforschung der ostgrönländischen Insektenwelt. Am 25. Juli 1894 heiratete er die Künstlerin Christine Deichmann (1869–1945). Aus der Ehe ging die Museumsinspektorin Elisabeth Deichmann (1896–1975) hervor. 1898 schloss er eine Ausbildung als Arzt ab. 1900 war er Mitglied auf Georg Carl Amdrups Carlsbergexpedition. Wie bereits acht Jahre zuvor wirkte er am in den Meddelelser om Grønland veröffentlichten Expeditionsbericht mit, diesmal zur Avifauna. 1902 unternahm er eine bakteriologische Forschungsreise in den Kolonialdistrikt Frederikshaab, um die Ausbreitung von Syphilis dort zu untersuchen. 1903 wurde er zum Distriktsarzt in Qaqortoq ernannt. 1906 wechselte er nach Sisimiut. 1908 war er in Dänemark. 1910 reiste er erneut nach Dänemark, wurde nach seiner Rückkehr nach Grönland aber vertretungsweise Arzt in Uummannaq, bevor er im Folgejahr endgültig nach Dänemark zurückkehrte. Er eröffnete eine Praxis in Kopenhagen, war später aber auch Militärarzt in Serbien und Gutsarzt auf Brahetrolleborg. Er starb 1939 wenige Tage vor Vollendung seines 68. Lebensjahres nach langer schwerer Krankheit.